# Svečinski grad
Svečinski dvor je stavba v občini Kungota.

## Zgodovina
Prvotni grad, ki se omenja v listini iz 12. stoletja je bil v lasti Sekavskega samostana iz Judenburga. Stal je na bližnjem griču severno od današnjega dvora. Leta 1532 so Turki grad požgali. V bližini grajskih ruševin so postavili sedanji dvor. Iz zapisa nad vhodom lahko sklepamo, da so bili temelji postavljeni leta 1629. Dvor je večkrat menjal lastnike, ki so ga preurejali. Leta 1935 je postal izobraževalna ustanova za šolanje gospodinj in kmetovalcev. Po drugi svetovni vojni pa je bila v njem kmetijska gospodinjska šola.